# Nowotaniec
Nowotaniec [nɔvɔ'taɲɛts] ist eine ehemalige Stadt (Städtlein), jetzt ein Dorf in der Gemeinde Bukowsko, Powiat Sanocki, Woiwodschaft Karpatenvorland, im äußersten Südosten Polens.

## Geografie

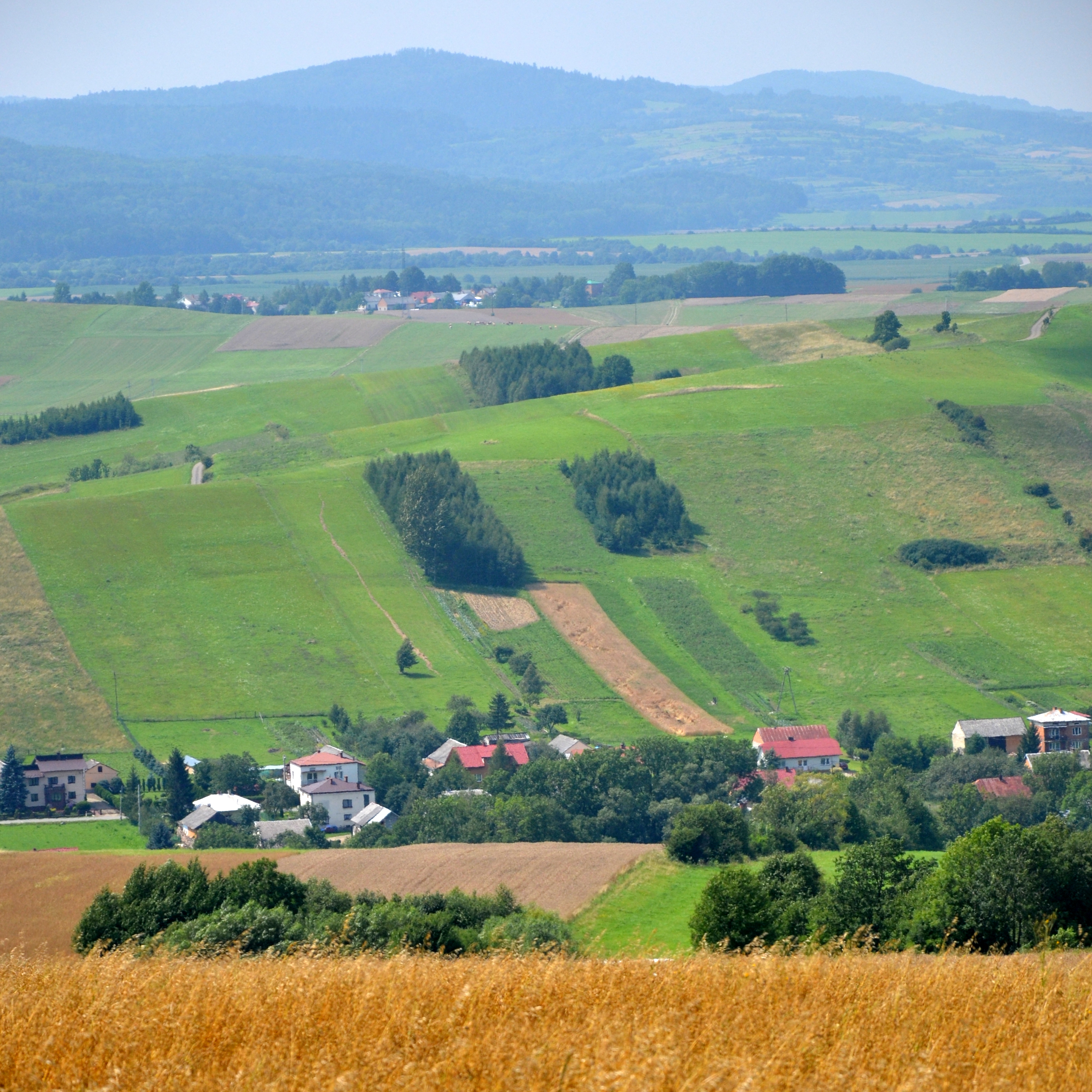
Bukowica-Kamm, von Nowotaniec aus gesehen

Die Orte liegt im äußersten Südosten Polens, südlich der Pielnica in den Waldkarpaten, umgeben vom Bukowica-Kamm und den Niederen Beskiden. Er liegt in einem bewaldeten, hügeligen Gebiet an der Landstraße zwischen Zarszyn und Bukowsko. Die durchschnittliche Höhe über NN beträgt 363 m.
Nowotaniec liegt am Gebirgsbach Pielnica, der hier von mehreren Bächen gespeist wird, welche v. a. von den nahegelegenen Bergen Wysoka Gora (im Westen, 432 m) und Bukowica (im Osten, 541 m) kommen.
Nachbardörfer sind Nadolany im Norden und Nagórzany im Süden.
Östlich des Dorfplatzes bei Nadolany verläuft die Landesstraße 28.

## Geschichte

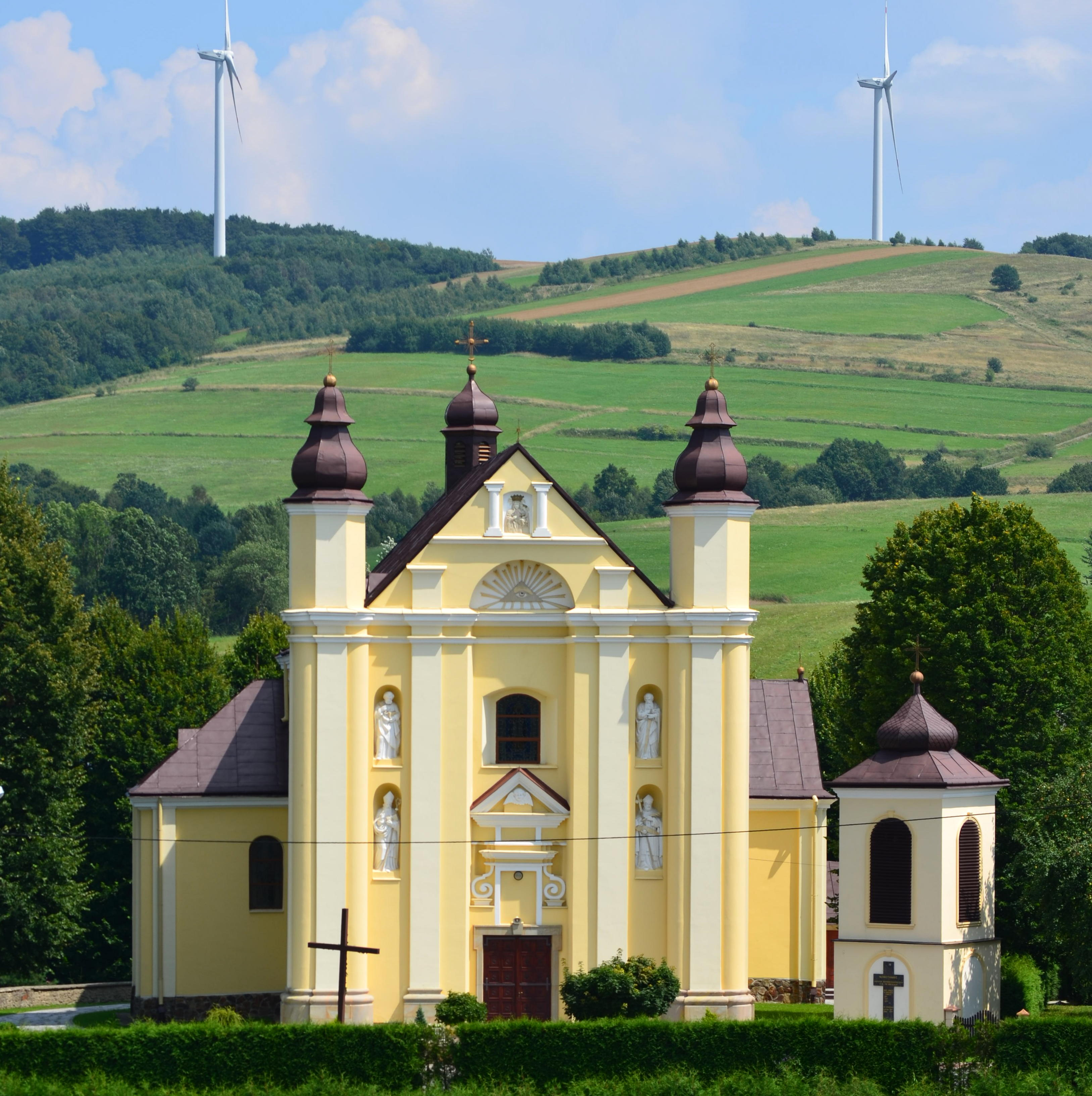
St.-Nikolai-Kirche von Nowotaniec (2014)

1366 erlaubte dem viro discreto Phalislao de Rzoslon der König Kasimir der Große die Gründung eines neuen Dorfs nach dem deutschen Recht auf 80 fränkischen Hufen an beiden Ufern des Baches Brzozowa (villam... ex utraque parte fluvii Brzozowa wlgariter nuncupata; brzoza – Birke). Der Bach wurde später zu Pele (1390) bzw. Pella (1419), heute Pielnica, umbenannt (1419: villam Brzozowa alias Lobetancz in flumine Pella... incipiendo a finibus ville Pella usque ad ortum predicti fluuii Pella parte ex utraque), während der Name Brzozowa als Name des Dorfs, das am wahrscheinlichsten die heutigen Siedlungen Nadolany, Nowotaniec und Nagórzany umfasste, zeitweilig beibehalten wurde. Schon früher im Jahr 1361 erhielt Piotr von Ungarn (Petrus Ungarus), möglicherweise ein Karpatendeutscher aus der Umgebung von Bardejov (dt. Bartfeld), das verlassene Dorf Zboiska. 1409 unterzeichnet wahrscheinlich der gleiche Piotr, diesmal als hares de Lobetans, das Dokument über die Errichtung der Pfarrei in Humniska. Mit dem Brüder Paweł (Paulus de Ungaria) galt er als Protoplast der Familie Bal, die im Besitz von Nowotaniec ab dem 15. Jahrhundert bis zur Zeit des Königs Stephan Báthory war. Möglicherweise nach ihm erhielt das Dorf Brzozowa den mittelhochdeutschen Nebennamen *Lobetans bzw. *Lubetans, die als Lubotaniec (auch Lobotan(i)ec) polonisiert wurde. Erste bekannte Bewohner im Dorf Lobentancz  waren ein Krämer und Mathias Fort der gerber off briffevo de dorffe Lobedanc (1424). Der Name Nowotaniec wurde im Jahr 1435 für das Dorf Nowotanecz alias Brzozowo erstmals benutzt (nach der Neugründung?) und verdrängte völlig die Form mit dem Präfix *Lobe-, sowohl für das Dorf wie auch für die im Jahr 1444 auf dem Grund des Dorfs Brozow alias Lubothancze unter dem Namen Lubothancze gegründete Stadt, in der zweiten Hälfte des 15. Jahrhunderts. Das Dorf Brzozowa/Nowotaniec wurde später zu den heutigen Dörfern Nadolany (flussabwärts im Norden) und Nagórzany (flussaufwärts im Süden).
Schon früh gab es in Nowotaniec eine (katholische) Steinkirche (1424 hatte das Dorf einen Priester); auch eine Grundschule, ein Rittergut, eine alte Burg, und eine Brauerei. Jeden Montag war Markttag.
Nächste Besitzer waren die de Stano. Hieronymus de Stano war Calvinist und er reformierte die hiesige Kirche. 1613 erfolgte die Gegenreformation, aber für das Jahr 1699 ist anlässlich eines Besuchs Bischof Denhoffs überliefert, dass sich nahe der Burg Aleksander de Stanos ein protestantisches Gemeindehaus befunden hat. Später verkaufte Boguslaw Stan den Ort an die Familie Bukowski. Unter deren Herrschaft entstand die noch heute existente Kirche St. Nikolaus, die 1745 von Bischof Wacław Hieronim Sierakowski geweiht wurde.
Von 1772 bis 1914 war der Markt Nowotaniec mit der Ortschaft Nagorzany zur Provinz Galizien, Kreis Sanok, Steuerbezirk (Katastralgemeinde) Bukowsko gehörig, nach der Aufhebung der Patrimonialherrschaften bildete es ab 1850 eine Gemeinde im Bezirk Sanok. Nach den Bukowskis kam Nowotaniec an die Bronieckis und schließlich an Wiktor Poźniak, der auch das Brenn-, Brau- und Schankmonopol innehatte. Am 5./6. April 1946 wurde die Stadt von Truppen der UPA angegriffen, geplündert und Einwohner wurden ermordet. Krieg und Nachkriegsschäden hatten für Nowotaniec und Bukowsko den Verlust des Stadtrechts zur Folge.

### Eigentümer
- Bal (1366–1565)
- Stano (1565–1713)
- Bukowski (1713–1746)
- Broniecki, Gumowski (1746–1767)
- Sas-Jaworski (1767–1813)
- Wictor de Wiatrowice Brochwicz (1813–1944), propretarius
- Krziwkowicz-Poźniak (1813–1944)

## Religion
Die (römisch-katholische) Kirchengemeinde gehört einschließlich Darow, Nadolany, Nagórzany, Pielnia, Pulawy, Wola Jaworowska, und Wola Sękowa zum Bistum Przemyśl, Dekanat Sanok. 1873 umfasste sie 1.960 römische und 156 griechische Katholiken.

## Bildung und Forschung
Die Schulen von Nowotaniec:
- Grundschule und Mittelschule (polnisch gimnazjum)[4]

## Kultur und Sehenswürdigkeiten

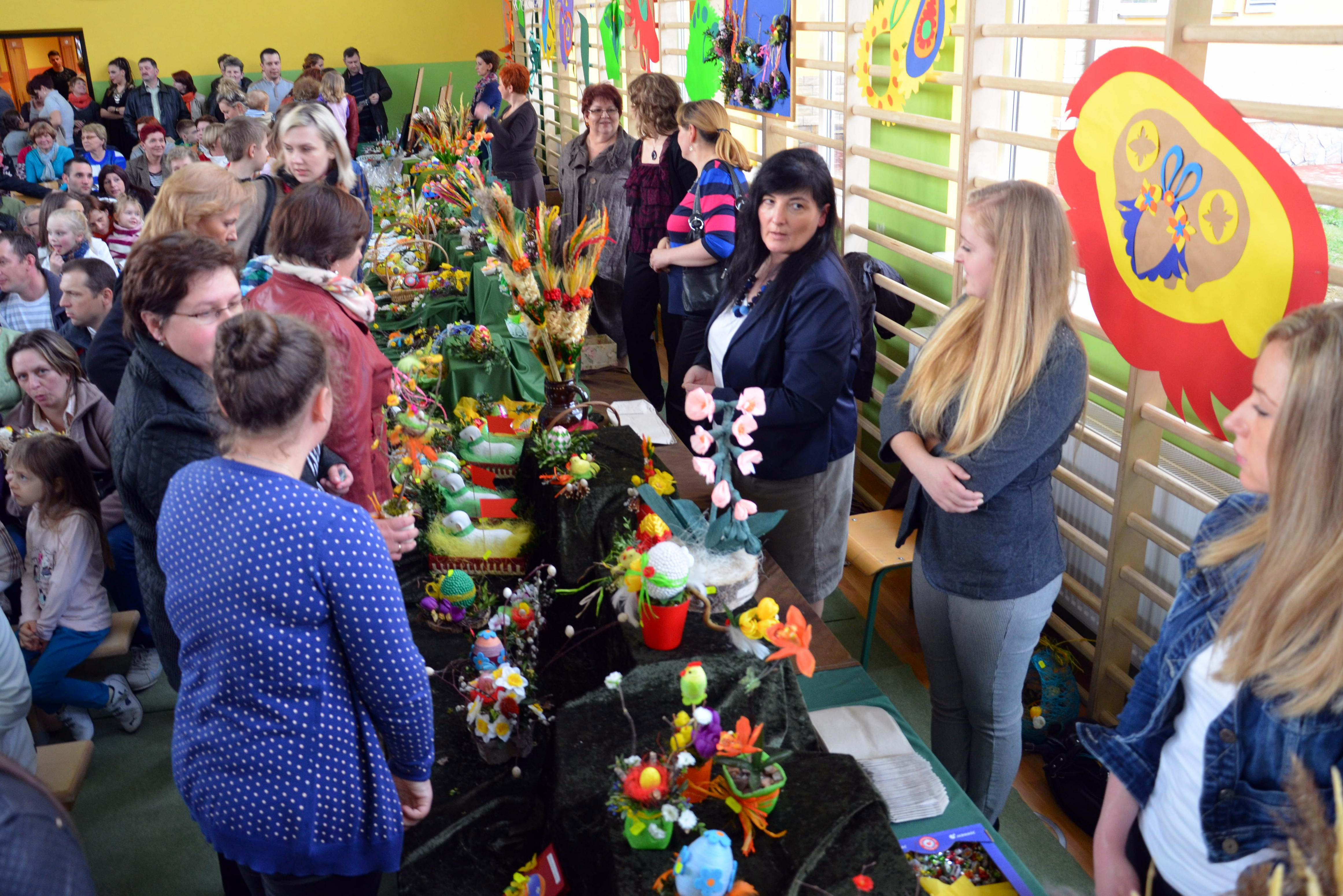
Nowotaniec Osterkirmes (2014)

- St.-Nikolai-Pfarrkirche – erbaut Anfang des 18. Jahrhunderts
- Nicht weit von Nowotaniec liegt die Burg Zboiska, gebaut 1529 durch den Palatinat Odnowski von Krakau.

## Agrotourismus
Die Agrotourismusbetriebe im Hügelgebiet befinden sich unter anderem in Puławy, Tokarnia, Nagórzany, Nadolany, Bukowsko, Wola Sękowa, Wola Piotrowa, Karlików, Rudawka Rymanowska, Odrzechowa, Besko und Wisłok Wielki.
- Galizische Küche

## Söhne und Töchter des Ortes
- Onufry Poźniak, Dichter
- Eugeniusz Tomaszewski, Pf. Prof. Historiker

### Einwohnerentwicklung
| Jahr          | 1589 | 1797 | 1898 | 2002 |
| ------------- | ---- | ---- | ---- | ---- |
| Einwohnerzahl | 175  | 419  | 634  | 430  |